# Saxifraga foliolosa
Saxifraga foliolosa là một loài thực vật có hoa trong họ Saxifragaceae. Loài này được R.Br. miêu tả khoa học đầu tiên năm 1823.